# خاریستوالا
خاریستوالا (به لاتین: Kharistvala) یک منطقهٔ مسکونی در گرجستان است که در راچا-لچخومی و کومو سوانتی واقع شده‌است. خاریستوالا ۰ نفر جمعیت دارد.